# Advanced Planning & Optimization
Bei Advanced Planning and Optimization, kurz APO, in älteren Versionen als Advanced Planner & Optimizer bezeichnet, handelt es sich um eine Advanced Planning and Scheduling-Software der Firma SAP für Supply-Chain-Management. Im Gegensatz zu dem Hauptprodukt der SAP, dem Programm R/3 beziehungsweise seinem Nachfolger mySAP ERP, werden im APO nur planungsrelevante Daten (also beispielsweise keine abrechnungsrelevanten Daten) verarbeitet. Mittlerweile ist der Advanced Planner & Optimizer Bestandteil der Softwaresuite mySAP SCM.

## Funktionsumfang
Die APO-Software enthält Funktionen zur Abwicklung und Integration von Absatz-, Distributions- und Produktionsplanung sowie zur Kundenauftragserfüllung, Produktionssteuerung und Fremdbeschaffung, weiterhin zur Kooperation mit Lieferanten (Vendor Managed Inventory, VMI). Diese Funktionen sind unterschiedlichen Modulen des Programmes zugeordnet, bedienen sich jedoch zu weiten Teilen der gleichen Stamm- und Bewegungsdaten. Das Paket umfasst die folgenden Module:
- Demand Planning (DP) für die Absatzplanung
- Global Available-to-Promise (ATP) für die Verfügbarkeitsprüfung und Bestätigung von Materialbedarfen, wie z. B. Kundenbedarfen
- Transportation Planning and Vehicle Scheduling (TP/VS) für die Transportplanung
- Supply Network Planning (SNP) für Distributionsplanung, Produktionsgrobplanung, Fremdbeschaffung, integrierte Distributions- und Produktionsplanung und Vendor Managed Inventory und
- Production Planning and Detailed Scheduling (PP/DS) für die Produktionsplanung und -steuerung und die Fremdbeschaffung
- Modell Mix Planning (MMP) für die getaktete Linienfertigung, besonders in der Automobilindustrie
- Supply Chain Cockpit & Network Design Graphische Modellierung der supply chain

Dabei ist es möglich, die Verfügbarkeitsprüfung mit der Produktionsplanung zu verbinden und derart Kundenbedarfe unter Berücksichtigung der Randbedingungen der Produktion zu bestätigen. Dies ist insbesondere für Kundeneinzelfertigung von Interesse.
Eine Besonderheit von APO gegenüber R/3 oder mySAP ERP ist, dass der planungsrelevante Anteil der Bewegungsdaten in einem Hauptspeicher, dem sogenannten liveCache, gehalten werden und dort von C++ Routinen bearbeitet werden. Dies ermöglicht eine deutlich schnellere Verarbeitung als die Datenbank-gestützten Verfahren in SAP ERP, was zum Beispiel für die Verfügbarkeitsprüfung oder für die Terminierung von Aufträgen zur Eigenfertigung hilfreich ist.
Außerdem verfügt das System über einen Optimierer, womit auf Basis mathematischer Verfahren oder Heuristiken Planungsaufgaben unterstützt werden.

## Integration
Da es sich bei APO um eine Planungssoftware handelt, ist die Zielsetzung eine Ergänzung der im R/3 oder mySAP ERP enthaltenen Funktionalitäten. Dementsprechend enthält APO auch praktisch keine ausführungsrelevante Funktionen (wie beispielsweise den Druck von Fertigungsauftragsbelegen) und ist auf eine Integration mit einem Ausführungssystem angewiesen – es sei denn, es soll ausschließlich für Simulationen verwendet werden.
Für die Integration von APO mit R/3 oder mySAP ERP stehen auf beiden Seiten eine Reihe von Funktionen zur Verfügung, die unter dem Begriff Core Interface (CIF) zusammengefasst werden. Es besteht auch die Möglichkeit, APO mit anderen Ausführungssystemen zu integrieren, allerdings kommt dies weniger häufig vor.

## Geschichte
APO ist seit 1998 verfügbar und bestand zunächst ausschließlich aus den Modulen Demand Planning, Supply Network Planning, Production Planning and Detailed Scheduling sowie Global Available-to-Promise. Die Transportplanung kam mit dem Modul Transportation Planning and Vehicle Scheduling mit der Version 3.0 hinzu. Seit Ende 2005 ist die Version 5.0 als Ramp-up-Version verfügbar – die allgemeine Kundenfreigabe war für Juni 2006 geplant.
Bis zur Version 4.0 war APO ein eigenes System. Seither ist APO Bestandteil der Lösung mySAP SCM, die weitere Programme, wie unter anderen den Inventory Collaboration Hub (ICH) und den Event Manager, enthält. Diese Programme sind jedoch quasi nicht mit APO integriert.